# Thomas Thorild
Thomas Thorild (Svarteborg, 18 aprile 1759 – Greifswald, 1º ottobre 1808) è stato un poeta e filosofo svedese.

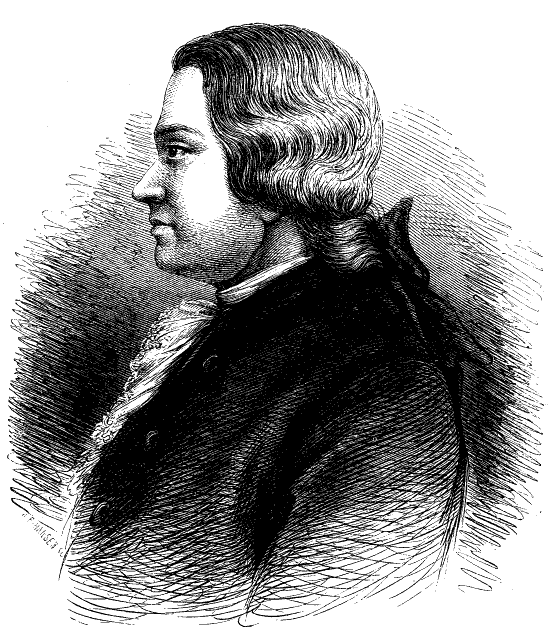
Thomas Thorild

A Lund si dedicò agli studi di filosofia e di estetica, esaltandosi per le idee di Leibniz, Spinoza e Rousseau. Entusiasta della poesia preromantica europea, la difese contro il classicismo di stampo francese nel poemetto Le passioni, del 1781.
Non avendo per quest'opera ottenuto il premio della società Utile dulci, iniziò una lunga e vivace polemica con il segretario di essa, Johan Henrik Kellgren, pubblicando diverse opere in difesa del diritto della poesia alla libertà.
Famosa è la sua Critica sui critici, del 1791. 
Radicale anche in politica, salutò con entusiasmo la Rivoluzione francese; nel 1793, in seguito ad un suo memoriale, fu esiliato. Da ricordare, tra gli altri, l'ultimo suo importante scritto in svedese (scrisse anche in latino), Il diritto o la legge eterna di ogni società, del 1794-1795, sul principio di sovranità popolare. 

## Opere
- Passionerna - La passioni, poemetto del 1781.
- En critik öfver critiker - Critica sui critici, saggio sulla poesia del 1791.
- Om det allmänna förståndets frihet, del 1792.
- Rätt eller alla samhällens eviga lag - Il diritto o la legge eterna di ogni società, del 1794-1795.
- Maximum seu archimetria, del 1799.